# Старокарасук
Старокарасук (рос. Старокарасук) — село у Большереченському районі Омської області Російської Федерації.
Належить до муніципального утворення Старокарасуцьке сільське поселення. Населення становить 628 осіб.

## Історія
Згідно із законом від 30 липня 2004 року органом місцевого самоврядування є Старокарасуцьке сільське поселення.

## Населення
| 1926 | 2002 | 2010 |
| ---- | ---- | ---- |
| 1045 | ↘721 | ↘628 |